# Tetraclipeoides denticulatus
Tetraclipeoides denticulatus är en skalbaggsart som beskrevs av Samuel Stehman Haldeman 1848. Tetraclipeoides denticulatus ingår i släktet Tetraclipeoides och familjen Aphodiidae. Inga underarter finns listade i Catalogue of Life.